# Sex Machine Today
Sex Machine Today é o 43º álbum de estúdio do músico americano James Brown. O álbum foi lançado em maio de 1975 pela Polydor Records.

## Faixas
| N.º | Título                    | Duração |  |
| 1.  | "Sex Machine, Pts. 1 & 2" | 11:55   |  |
| 2.  | "I Feel Good"             | 3:05    |  |
| 3.  | "Problems"                | 2:47    |  |
| 4.  | "Dead on It"              | 13:08   |  |
| 5.  | "Get Up Off of Me"        | 3:59    |  |
| 6.  | "Deep in It"              | 7:31    |  |

## Créditos
- James Brown - vocais, arranjos
- Fred Wesley - supervisor de produção, arranjos
- Bob Both - supervisor de produção, engenheiro
- David Stone, Major Little - engenheiro assistente
- Roger Huyssen - artwork